# وس (خواننده)
وس (به انگلیسی: Wess) با نام کامل وسلی جانسون (زاده ۱۳ اوت ۱۹۴۵- درگذشته ۲۱ سپتامبر ۲۰۰۹) خواننده آمریکایی بود.
او به همراه دوری گتسی نماینده ایتالیا در یوروویژن ۱۹۷۵ بود.